# Sveriges förenade studentkårer
Sveriges förenade studentkårer (SFS) är en sammanslutning av studentkårer i Sverige. SFS grundades 1921 och har idag 58 medlemskårer, vilka i sin tur omfattar cirka 380 000 av landets 450 000 studenter. SFS är medlem i Europas förenade studentkårer, European Students' Union, och samverkar med de nordiska och baltiska systerorganisationerna inom Nordiskt respektive Baltiskt Ordförandemöte, NOM/BOM.
SFS påverkansarbete vänder sig mot regering, riksdag, departement och statliga verk. Grunden för de åsikter som förs fram är de princip- och åsiktsdokument som medlemmarna beslutat om. Organisationen är regeringens enda remissinstans i utbildningspolitiska frågor som består enbart av studenter. SFS är även aktivt gentemot Sveriges universitets- och högskoleförbund, SUHF, där man deltar med observatörer och sakkunniga i diverse interna utredningar och grupper. Ett liknande men mindre tätt knutet samarbete finns även med Sveriges universitetslärare och forskare, SULF.
På inbjudan av verk, departement och myndigheter nominerar SFS representanter från grund- och forskarutbildningen till olika nationella styrelser, grupper och utredningar. Det gäller inte minst styrelserna och insynsråden för Centrala Studiestödsnämnden, SUNET, Universitets- och högskolerådet samt Universitetskanslerämbetet.
SFS högsta beslutande organ är fullmäktige, SFSFUM, där runt 200 ombud från medlemskårerna normalt sammanträder en gång per år. Däremellan är styrelsen, bestående av 13 ledamöter inklusive presidium, SFS beslutande organ. Presidiet, bestående av en ordförande och en vice ordförande, är verkställande organ. Presidiet är arvoderat på heltid och arbetar från kansliet i centrala Stockholm. Där finns även 6 anställda.
SFS finansieras av medlemsavgifter från studentkårerna samt genom ett bidrag från staten.

## Medlemskårer
Följande kårer är medlemmar i SFS, sorterade alfabetiskt:
- Blekinge Studentkår, Karlskrona
- Chalmers studentkår, Göteborg
- Consensus - Hälsouniversitetets studentkår, Linköping
- Corpus Medicum, Lund
- Dalarnas studentkår, Borlänge & Falun
- Dramatiska kåren vid SKH, Stockholm
- Ericastiftelsens studentkår, Stockholm
- Försvarshögskolans studentkår, Stockholm
- Gefle studentkår, Gävle
- Gotlands studentkår Rindi, Visby
- Göta studentkår, Göteborg
- Gymnastik- och idrottshögskolans studentkår, Stockholm
- Halmstad studentkår, Halmstad
- Hippologernas Akademiska Studentkår, Flyinge, Strömsholm och Wången
- Humanistiska och teologiska studentkåren vid Lunds universitet (HTS), Lund
- Jönköping Student Union, Jönköping
- Karlstad studentkår, Karlstad
- Konstkåren vid Göteborgs universitet, Göteborg
- Kristianstad studentkår, Kristianstad
- Kungliga musikhögskolans studentkår, Stockholm
- Linnékåren, Växjö och Kalmar
- Luleå studentkår, Luleå
- Lunds doktorandkår, Lund
- Lunds Naturvetarkår, Lund
- Malmö doktorandkår, Malmö
- Mälardalens studentkår, Eskilstuna & Västerås
- Naprapathögskolans studentkår i Stockholm
- Newmaninstitutets studentkår, Uppsala
- Odontologiska studentkåren i Malmö, Malmö
- Operahögskolans studentkår, Stockholm
- Sahlgrenska akademins Studentkår, Göteborg
- Samhällsvetarkåren vid Lunds universitet, Lund
- Skandinaviska kiropraktorhögskolans studentkår, Stockholm
- Sophiahemmet Högskolas Studentkår, Stockholm
- Stockholms universitets studentkår, Stockholm
- STUDAC (Dans, danspedagogik och cirkus vid SKH), Stockholm
- Studentkåren DISK, Stockholm
- Studentkåren i Borås, Borås
- Studentkåren i Skövde, Skövde
- Studentkåren i Östersund, Östersund
- Studentkåren Malmö, Malmö
- Studentkåren StuFF vid Linköpings universitet, Linköping
- Studentkåren vid Enskilda Högskolan i Stockholm, Stockholm
- Studentkåren vid Högskolan Väst, Trollhättan
- Tekniska Högskolans Studentkår, Stockholm
- Teknologkåren vid Lunds tekniska högskola, Lund
- Ultuna studentkår, Uppsala
- Umeå naturvetar- och teknologkår, Umeå
- Umeå studentkår, Umeå
- Uppsala studentkår, Uppsala
- Uppsala teknolog- och naturvetarkår, Uppsala
- Veterinärmedicinska föreningen, Uppsala
- Örebro studentkår, Örebro
- Studentkåren i Sundsvall, Sundsvall

## SFS Fullmäktige
Sveriges förenade studentkårers fullmäktige, SFSFUM, är organisationens högst beslutande organ. SFSFUM består av ombud från medlemskårerna och mandaten fördelas utifrån det antal heltidsstudenter och doktorander omräknat till heltidsekvivalent som respektive medlemskår representerar.
Fullmäktige fattar beslut om SFS politik, verksamhet, ekonomiska ramar, SFS medlemskap i andra organisationer och ansvarsfrihet för styrelsen för det senast avslutande året.
SFSFUM arrangeras varje år i den stad som året innan tilldelats utmärkelsen Årets studentstad.

## Doktoranders arbete i SFS
Doktorandkommittén vid Sveriges förenade studentkårer (SFS-DK) är SFS särskilda organ för forsknings- och forskarutbildningsfrågor. Kommittén ansvarar för nationell utbildningsbevakning av frågor som rör doktorander och forskarutbildningen och de sprider dessutom på olika sätt information om doktoranders speciella situation till bland annat politiker och beslutsfattare, till exempel via remissvar. SFS-DK består av åtta till tio ledamöter från olika högskolor och kommittén är öppen även för doktorander vars studentkår inte är medlem i SFS. Tidigare fanns även nätverket Sveriges doktorander (SDok), men det har sedan 2008 uppgått i SFS-DK. Därutöver har SFS-DK, genom SDoK, varit initiativtagare till den europeiska doktorandorganisationen EURODOC.

## Årets studentstad
Sveriges förenade studentkårer, SFS, har sedan 1999 delat ut utmärkelsen Årets studentstad. Utmärkelsen ges till en stad som på ett aktivt sätt arbetar för att främja studenters situation och leverne. En del av syftet är att lyfta goda exempel på vad staden gör för att förbättra för studenters situation, och på så sätt inspirera andra städer till att bli Årets studentstad.
| 2025      | Skövde                |
| 2024      | Kristianstad          |
| 2023      | Kalmar                |
| 2021/2022 | Malmö                 |
| 2020/2021 | Borås                 |
| 2019/2020 | Halmstad              |
| 2018/2019 | Östersund             |
| 2017/2018 | Gävle                 |
| 2016/2017 | Linköping             |
| 2015/2016 | Uppsala               |
| 2014/2015 | Trollhättan           |
| 2013/2014 | Norrköping            |
| 2012/2013 | Eskilstuna & Västerås |
| 2010/2011 | Örebro                |
| 2009/2010 | Karlstad              |
| 2008/2009 | Skövde                |
| 2007/2008 | Gotland               |
| 2006      | Umeå                  |
| 2005      | Blekingregionen       |
| 2003      | Luleå                 |
| 2001      | Växjö                 |
| 2000      | Sundsvall             |
| 1999      | Linköping             |

2011/2012 gjorde SFS ett uppehåll med att dela ut priset för att utvärdera och förnya nomineringsprocessen.
Sedan 2023 delas utmärkelsen ut på kalenderår istället för verksamhetsår.

## Presidialer
| Period    | Ordförande                | Vice ordförande                   | Vice ordförande                | Vice ordförande              |
| --------- | ------------------------- | --------------------------------- | ------------------------------ | ---------------------------- |
| 2025/26   | Rasmus Lindstedt          |                                   |                                |                              |
| 2024/25   | Rasmus Lindstedt          | Elsa Berlin                       |                                |                              |
| 2023/24   | Jacob Färnert             | Klara Dryselius                   |                                |                              |
| 2022/23   | Linn Svärd                | Jacob Färnert                     |                                |                              |
| 2021/22   | Linn Svärd                | Oskar M Wiik                      |                                |                              |
| 2020/21   | Simon Edström             | Linn Svärd                        |                                |                              |
| 2019/20   | Matilda Strömberg         | Simon Edström                     |                                |                              |
| 2018/19   | Jacob Adamowicz           | Daniel Lindblom                   |                                |                              |
| 2017/18   | Charlotta Tjärdahl        | Jacob Adamowicz                   |                                |                              |
| 2016/17   | Caroline Sundberg         | Charlotta Tjärdahl                |                                |                              |
| 2015/16   | Caroline Sundberg         | Johan Alvfors                     |                                |                              |
| 2014/15   | Rebecka Stenkvist         | Johan Alvfors                     |                                |                              |
| 2013/14   | Erik Arroy                | Erik Pedersen                     |                                |                              |
| 2012/13   | Erik Arroy                | Erik Pedersen                     |                                |                              |
| 2011/12   | Camilla Georgsson         | Sabine Pettersson                 |                                |                              |
| 2010/11   | Beatrice Högå             | Elisabeth Gehrke                  |                                |                              |
| 2009/10   | Klas-Herman Lundgren      | Robin Moberg                      |                                |                              |
| 2008/09   | Moa Neuman                | Stefan Björk                      | Henric Denzler                 |                              |
| 2007/08   | Elin Rosenberg Elebring   | Anna Yström (tidigare Peterson)   | Per-Erik Rödin (avgick i mars) |                              |
| 2006/07   | Elin Rosenberg Elebring   | Esbjörn Hyltefors                 | Per-Erik Rödin                 |                              |
| 2005/06   | Niclas Sigholm            | Kristoffer Burstedt               | Lotta Ljungquist               | Maria Noleryd                |
| 2004/05   | Tobias Smedberg           | Kristoffer Burstedt               | Lotta Ljungquist               | Nina Gustafsson Åberg        |
| 2003/04   | Ignacio Vita              | Karin Thorasdotter (då Björklund) | Anna Karlsson                  | Per-Anders Strandberg        |
| 2002/03   | Sofia 'Fia' Karlsson      | Jens Christian Berlin             | Erik Bromander                 | Jimmy Mannung (då Magnusson) |
| 2001/02   | Peter Dahlgren            | Johan Almqvist                    | Anna Lasses                    |                              |
| 2000/01   | Kathrin Österlund         | Sara Stavås                       | Martin Willén                  |                              |
| 1999/00   | Peter Arvebro             | Maria Rosell (då Jonegård)        | Johan Flanke (då Mårtensson)   |                              |
| 1998/99   | Claes Nyberg              | Magnus Mörck                      | Helena Söderlind               |                              |
| 1997/98   | Veronika Rundkvist        | Helena Kaså                       | Sara Bjursell (då Winnfors)    |                              |
| 1996/97   | Anders Ahlström           | Lena Augustinius                  | Samuel Engblom                 |                              |
| 1995/96   | Ingrid Anderbjörk         | Ebba Östlin (då Jansson)          | Helene Lindstrand              |                              |
| 1994/95   | Stefan Amér               | Björn Andersson                   | Anders Lönn                    |                              |
| 1993/94   | Patrik Byhmer             | Claes Elmgren                     | Jeanette Forss (då Larsson)    |                              |
| 1992/93   | Magnus Höij               | Magnus Forss                      | Magnus Wallerå                 |                              |
| 1991/92   | Helena Höij (då Svensson) | Magnus Forss                      | David Samuelsson               |                              |
| 1990/91   | Carola Ivarsson           | Johan Rockström                   | Mathias Åström                 |                              |
| 1989/90   | Arne Johansson            | Madeleine Harby Samuelsson        |                                |                              |
| 1988/89   | Charlotte Svensson        | Håkan Behmer                      |                                |                              |
| 1987/88   | Charlotte Svensson        | Bengt Persson                     |                                |                              |
| 1986/87   | Arne Berge                | Ingrid Wetterqvist                | Maria Östberg                  |                              |
| 1985/86   | Per Arvidsson             | Per Ola Olsson                    | Thomas Persson                 |                              |
| 1984/85   | Richard Vappelin          | Dag Andersson                     | Martin Andreae                 |                              |
| 1983/84   | Ingvar Svanberg           | Mats Alendal                      | Jösta Cleasson                 |                              |
| 1982/83   | Anders Morin              | Matz Larsson                      | Håkan Svensson                 |                              |
| 1981/82   | H.G. Wessberg             | Mats Lindbäck                     | Cecilia Schelin Seidegård      |                              |
| 1980/81   | H.G. Wessberg             | Björn Jansson                     | Christina Nygård               |                              |
| 1979/80   | Hans Åke Jönsson          | Lennart Olsson                    | Dan Töllborn                   |                              |
| 1978/79   | Anders Frostell           | Sten Arne Enocksson               | Hans Åke Jönsson               |                              |
| 1977/78   | Sten Waldenström          | Börje Sjöholm                     | Leif Stille                    |                              |
| 1976/77   | Tord Tannenberg           | Göran Lindblad                    | Curt Wahlin                    |                              |
| 1975/76   | Annika Sandström          | Peter Egardt                      | Björn Sundström                |                              |
| 1974/75   | Einar Frydén              | Per Heister                       | Tord Tannenberg                |                              |
| 1973/74   | Peter Honeth              | Einar Frydén                      | Bengt G Herrström              |                              |
| 1972/73   | Lars Pettersson           | Bertil Magnusson                  |                                |                              |
| 1971/72   | Dag Klackenberg           | Christer Henriksson               | Lars Pettersson                |                              |
| 1970/71   | Åke Lindström             | Stefan Nilsson                    | K G Ottosson                   |                              |
| 1970      | Åke Lindström             | Örjan Hultåker                    |                                |                              |
| 1969/70   | Thomas Adelcreutz         | Per Åke Hallberg                  | Karl Gunnar Skoog              |                              |
| 1968/69   | Christer Berg             | Ulf W Lundin                      |                                |                              |
| 1967/68   | Görel Sävborg-Lundgren    | Stefan Melesko                    |                                |                              |
| 1966/67   | Erland Ringborg           | Magnus Sundgren                   |                                |                              |
| 1966      | Erland Ringborg           | Kjell Fredriksson                 |                                |                              |
| 1965      | Curt H Ivarsson           | Örjan Drakenberg                  |                                |                              |
| 1964      | Lars Tobisson             |                                   |                                |                              |
| 1962–1963 | Rolf Wikstrand            |                                   |                                |                              |
| 1961      | Nils Hermansson           |                                   |                                |                              |
| 1960/61   | Alf Högström              |                                   |                                |                              |
| 1959/60   | Lennart Bodström          |                                   |                                |                              |
| 1958      | Roland Morell             | Bertil Nyström                    |                                |                              |
| 1957      | Roland Morell             |                                   |                                |                              |
| 1956      | Lars Foyer                |                                   |                                |                              |
| 1953–1955 | Per Svenonius             |                                   |                                |                              |
| 1952/53   | Olof Palme                |                                   |                                |                              |
| 1951/52   | Jarl Tranaeus             |                                   |                                |                              |
| 1950/51   | Bertil Östergren          |                                   |                                |                              |
| 1949/50   | Bo Kärre                  |                                   |                                |                              |
| 1947–1949 | Nils-Otto Witting         |                                   |                                |                              |
| 1946      | Carl-Christian Wallén     | Nils-Otto Witting                 |                                |                              |
| 1943–1945 | Sigvard Wolonitis         |                                   |                                |                              |
| 1942      | Axel A:son Liljecrantz    |                                   |                                |                              |
| 1941      | Erik Grafström            |                                   |                                |                              |
| 1939/40   | Gösta Lindeskog           |                                   |                                |                              |
| 1938/39   | Georg Borgström           |                                   |                                |                              |
| 1937/38   | Ruben Josefsson           |                                   |                                |                              |
| 1935–1937 | Gunnar Granberg           |                                   |                                |                              |
| 1933–1935 | Harry Johansson           |                                   |                                |                              |
| 1932      | Malte Ragnarsson          |                                   |                                |                              |
| 1928–1931 | Dag Knutsson              |                                   |                                |                              |
| 1927      | John Cullberg             |                                   |                                |                              |
| 1926      | Hans Kristoferson         | Anton Ögård                       |                                |                              |
| 1925      | Ivar Högbom               | Hans Kristoferson                 |                                |                              |
| 1924      | Johan Lindren             | Hannes Skiöld                     |                                |                              |
| 1923      | Albert Sjögren            | Johan Lindgren                    |                                |                              |
| 1921–1922 | Erik O Jonson             |                                   |                                |                              |